# Nat King Cole
Nat King Cole   (Montgomery, 17 de març de 1919 - Santa Monica, 15 de febrer de 1965), nascut Nathaniel Adams Coles va ser un cantant, pianista de jazz, compositor i actor nord-americà. Va gravar més de 100 cançons que es van convertir en èxits a les llistes pop. El seu trio va ser el model per a petits conjunts de jazz que van seguir. Cole també va actuar en pel·lícules i televisió i va actuar a Broadway. Va ser el primer home afroamericà que va presentar una sèrie de televisió nord-americana. Va ser el pare de la cantant Natalie Cole (1950–2015).

## Biografia
Nathaniel Adams Coles va néixer a Montgomery, Alabama, el 17 de març de 1919. Tenia tres germans: Eddie (1910–1970), Ike (1927–2001), i Freddy (1931–2020), i una germanastra, Joyce Coles. Cadascun dels germans Col·le va seguir carreres musicals. Quan Nat King Cole tenia quatre anys, la família es va traslladar a Chicago, Illinois, on el seu pare, Edward Coles, es va convertir en un ministre baptista.
Cole va aprendre a tocar l'òrgan amb la seva mare, Perlina Cols, l'organista de l'església. La seva primera actuació va ser "Yes! We Have No Bananas" a l'edat de quatre anys. Va començar classes formals als 12 anys, aprenent jazz, gospel i música clàssica en piano "de Johann Sebastian Bach a Serguei Rakhmàninov". De jove, es va unir a la banda "Bud Billiken Club" dels nois de lliurament de notícies per a The Chicago Defensar.
La família Cole es va traslladar al barri de Bronzeville de Chicago, on va anar a l'escola secundària Wendell Phillips Academy, a l'escola Sam Cooke va anar uns anys després. Va participar en el programa musical de Walter Dyett a l'escola secundària DuSable. S'escapava de casa per a visitar clubs, assegut fora per a escoltar a Louis Armstrong, Earl Hines i Jimmie Noone.

### Carrera

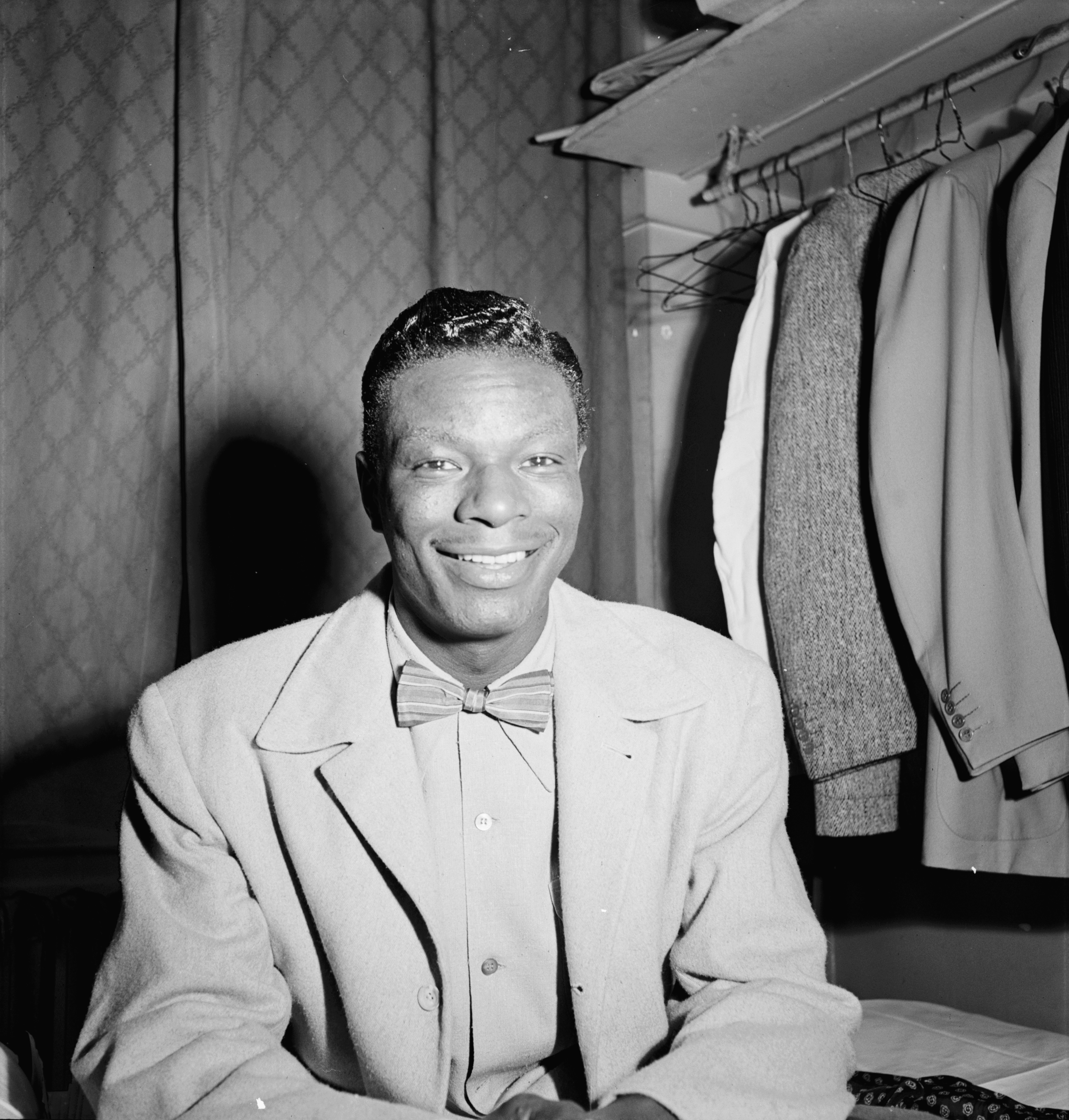
Nat King Cole, Paramount Theater, Nova York, novembre 1946

Quan tenia 15 anys, Cole va abandonar l'escola secundària per seguir una carrera musical. Després que el seu germà Eddie, un baixista, tornés a casa de gira amb Noble Sissle, van formar un sextet i van gravar dos senzills per a Decca el 1936 com Swingsters d'Eddie Cole. Van actuar en un avivament del musical Shuffle Along. Nat Cole va viatjar amb el musical. El 1937 es va casar amb Nadine Robinson, que era membre de l'elenc. Després que l'espectacle va acabar a Los Angeles, Cole i Nadine es van establir allí mentre buscava treball. Va dirigir una gran banda i després va trobar treball tocant piano en discoteques. Quan un amo del club li va demanar que formés una banda, va contractar el baixista Wesley Prince i al guitarrista Oscar Moore.. Es van fer dir Old king Cole Swingsters. Van canviar el seu nom a King Cole Trio abans de fer transcripcions de radio i enregistrament per a petites etiquetes.
Cole va gravar "Sweet Lorraine" el 1940, i es va convertir en el seu primer èxit. Segons la llegenda, la seva carrera com a vocalista va començar quan un parroquià borratxo va exigir que la cantés. Cole va dir que aquesta història inventada sonava bé, així que no va discutir-la. De fet, sí que una nit un client li va exigir que cantés, però com que era una cançó que Cole no se sabia, va cantar "Sweet Lorraine". A mesura que la gent escoltava el talent vocal de Cole, demanaven més cançons, i ell les cantava.

### Anys 1940
El 1941, el trio va gravar "That Ain't Right" per a Decca, seguit l'any següent per "All for You" per a Excelsior. També van gravar "I'm Lost", una cançó escrita per Otis René, l'amo d'Excelsior.
| « | Vaig començar a ser pianista de jazz; mentrestant vaig començar a cantar i vaig cantar com em sentia i així va sortir. | » |

Cole va aparèixer en el primer Jazz en els concerts filharmònics de 1944. Va ser acreditat a Mercury com "Shorty Nadine", un derivat del nom de la seva esposa, perquè tenia un contracte exclusiu amb Capitol des de la signatura amb l'etiqueta l'any anterior. Va gravar amb Illinois Jacquet i Lester Young.

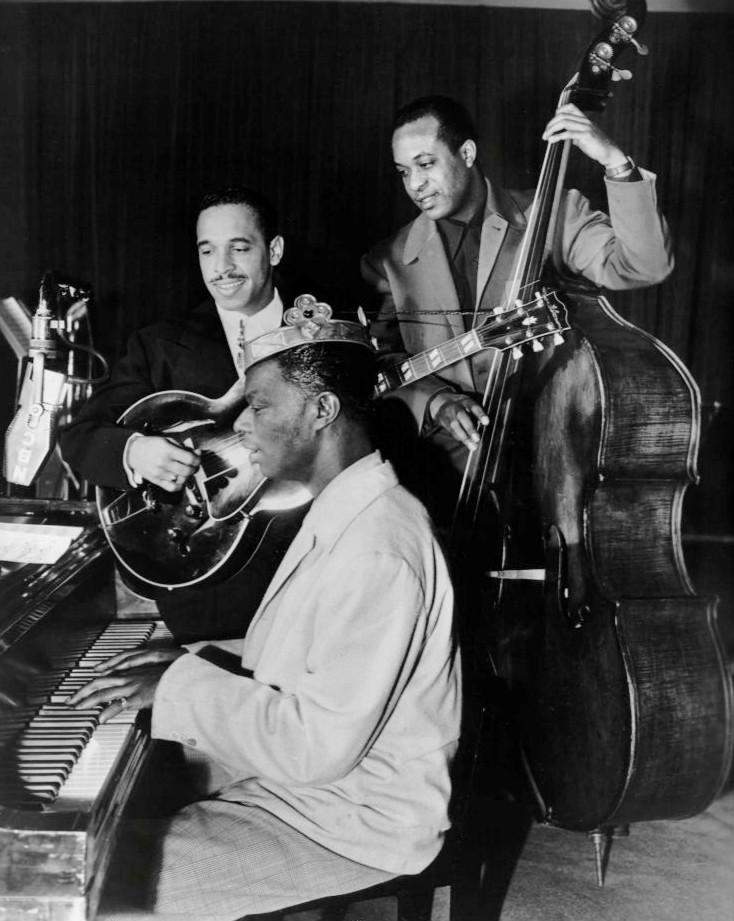
Rei Cole Trio Time amb NBC amb Cole al piano, Oscar Moore en guitarra, i Johnny Miller en contrabaix doble, 1947

El 1946, el trio King Cole Trio Time va transmetre un programa de ràdio de 15 minuts. Aquest va ser el primer programa de ràdio patrocinat per un músic negre. Entre 1946 i 1948, el trio va enregistrar transcripcions de ràdio per al Servei de Transcripció de Registres del Capitoli. També van actuar en els programes de ràdio Swing Soiree, Old Gold, The Chesterfield Supper Club, Kraft Music Hall i The Orson Welles Almanac.
Cole va començar a gravar i realitzar material orientat al pop en el qual sovint estava acompanyat per una orquestra. La seva alçada com a estrella popular va ser consolidada per hits com "All for You" (1943), "The Christmas Song" (1947), "(Get Your Kicks on) Route 66", "(I Love You) For Sentimental Matters" (1946), "There! I've Said It Again" (1947), "Nature Boy" (1948), "Frosty The Snowman", "Mona Lisa" (No. 1 cançó de 1950), "Orange Pink Sky" (1950), "Too Young" (cançó num.1 de 1951).

### Anys 1950
El 7 de juny de 1953, Cole va actuar per al concert de Cavalcade of Jazz celebrat a Wrigley Field a Chicago que va ser produït per Leon Hefflin, Sr. Aquest dia també a actuar Roy Brown i la seva Orquestra, Shorty Rogers, Earl Bostic, Don Tosti i Els seus Jazzmen Mexicà, i Louis Velleton amb Velma Middleton.
El 5 de novembre de 1956, The Nat 'King' Cole Show va debutar en NBC. El programa de varietats va ser un dels primers portar per un afroamericà. El programa va començar amb 15 minuts, però va augmentar a una mitja hora el juliol de 1957. Rheingold Beer va ser un patrocinador regional, però maig va trobar un patrocinador nacional. L'espectacle tenia problemes financers malgrat els esforços d'NBC, Harry Belafonte, Tony Bennett, Ella Fitzgerald, Eartha Kitt, Frankie Laine, Peggy Lee i Mel Tormé. Cole va decidir acabar el programa. L'últim episodi es va emetre el 17 de desembre de 1957. Comentant la falta de patrocini, Cole va dir poc després de la seva desaparició, "Madison Avenue té por de la foscor".
Al llarg dels anys 50, Cole va continuar registrant èxits que van vendre milions a tot el món, com "Somriure", "Pretend", "A blossom Fell" i "If I May". Els seus èxits van ser col·laboracions amb Nelson Riddle, Gordon Jenkins i Ralph Carmichael. Riddle va organitzar diversos dels àlbums de Cole, incloent Nat King Cole Sings for Two in Love (1953), el seu primer LP de 10 polzades. El 1955, "Darling, Je Vous Aime Beaucoup" va aconseguir el número 7 en el Billboard. Love Is the Thing va ser al número u l'abril de 1957 i va continuar sent el seu únic àlbum número u.
El 1959, va rebre un premi Grammy a la millor interpretació d'un artista del "Top 40" per "Midnight Flyer".

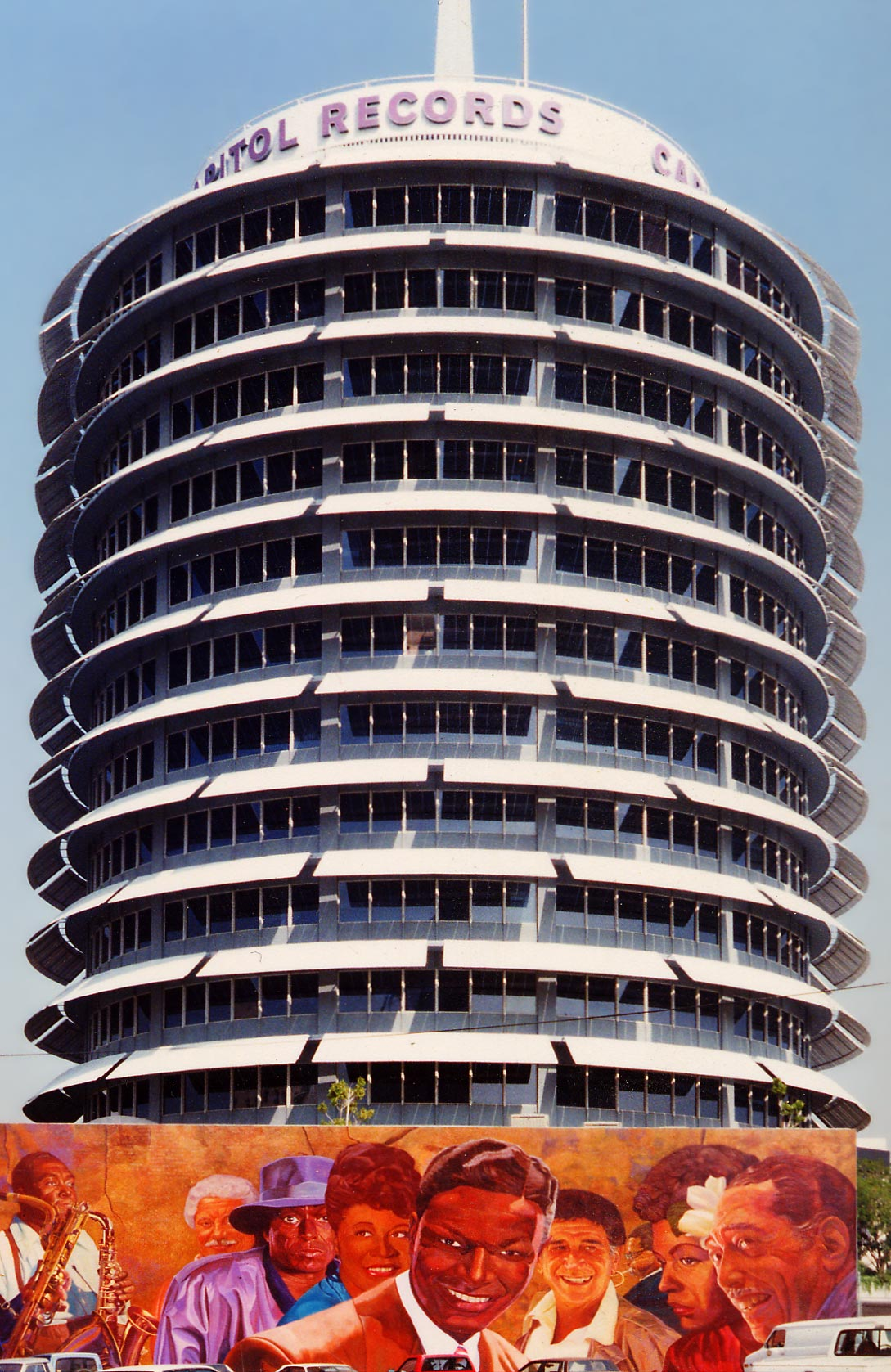
Capitol Records Building, conegut com "The House That Nat Built" a Vine St.

El 1958, Cole va anar a l'Havana, Cuba, per gravar Cole Español, un disc cantat íntegrament en castellà. Va ser tan popular a Amèrica Llatina i als Estats Units que va treure dos àlbums més en castellà: A Mis Amigos (1959) i More Cole Español (1962).
Després del canvi en els gustos musicals, les balades de Cole van atreure poc als oients joves, malgrat un intent reeixit de rock and roll amb "Send for Me", que va assolir el número 6 de la llista pop. Igual que Dean Martin, Frank Sinatra i Tony Bennett, va trobar que la llista pop havia estat ocupada per actes orientats als joves.

### Dècada de 1960
El 1960, el col·laborador de Cole, Nelson Riddle, va abandonar Capitol per a unir-se a Reprise Records, que va ser creat per Frank Sinatra. Riddle i Cole van gravar un àlbum final, Wild Is Love, amb lletres de Ray Rasch i Dotty Wayne. Cole més tard va refer l'àlbum en un espectacle d'Off-Broadway, I'm with You.
No obstant això, Cole va registrar diversos èxits individuals durant els anys 1960, incloent-hi "Let There Be Love" amb George Shearing el 1961, l'èxit amb sabor de country "Ramblin' Rose" l'agost de 1962 (arribant al núm. 2 en el pop chart), "Dear Lonely Hearts" (#13), "Aquest diumenge, aquest estiu" (#12) i "Those Lazy-Crazy Days of Summer" (el seu últim top-ten, arribant al número 6 en el pop chart). Va actuar en molts curtmetratges, comèdia i programes de televisió i va interpretar W. C. Handy en la pel·lícula St. Louis Blues (1958). També va aparèixer a The Nat King Cole Story, China Gate, i The Blue Gardenia (1953).
Al gener de 1964, Cole va fer una de les seves últimes aparicions en televisió, en el Programa de Jack Benny. Va ser introduït com "el millor amic que maig ha tingut una cançó" i va cantar "When I Fall in Love". Cat Ballou (1965), la seva pel·lícula final, va ser llançada diversos mesos després de la seva mort.
Abans, el canvi de Cole al pop tradicional va portar a alguns crítics de jazz i fans a acusar-lo de vendre's, però maig va abandonar les seves arrels del jazz; el 1956 va gravar un àlbum de jazz, After Midnight, i molts dels seus àlbums després són fonamentalment basats en el jazz.
Cole va tenir un dels seus últims grans èxits el 1963, dos anys abans de la seva mort, amb "Those Lazy-Crazy Days of Summer" que va aconseguir el número 6 en el pop chart. "Unforgettable" va ser famós altre cop el 1991 per la filla de Cole, Natalie, quan la tecnologia d'enregistrament va permetre reunir pare i filla en un duet. La versió duo es va elevar al cim dels pop chart, gairebé quaranta anys després de la seva popularitat original.
L'últim àlbum d'estudi de Cole va ser titulat L-O-V-E. L'àlbum va arribar a No. 4 en el Billboard Albums chart la primavera de 1965.

## Vida personal
Quan Cole va llançar la seva carrera com a cantant, va entrar en la maçoneria. Va entrar el gener de 1944 en el Thomas Waller Lodge No. 49 a Califòrnia. Va ser batejat pel company Prince Hall, maçó i músic de jazz Fats Waller. Es va unir a la maçoneria escocesa de ritu, convertint-se en maçó mestre. Cole era "un àvid fan de beisbol", particularment seguidor de Hank Aaron.

### Matrimonis i fills

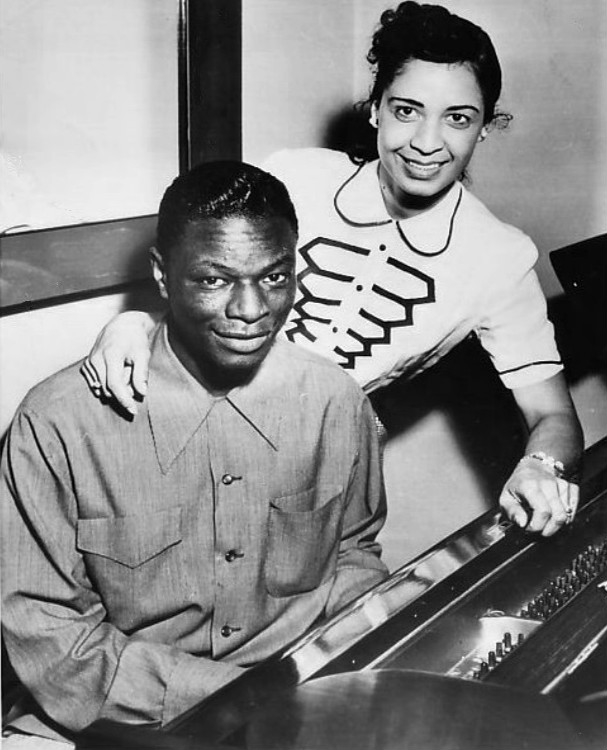
Cole i la seva segona esposa, Maria, 1951

Cole va conèixer la seva primera esposa, Nadine Robinson, mentre estaven en gira pel musical Shuffle de Broadway negre. Tenia 18 anys quan es van casar. Ella va ser la raó per la qual es va traslladar a Los Angeles i va formar el trio Nat King Cole. Aquest matrimoni va acabar en divorci el 1948. El 28 de març de 1948 (Diumenge de Pasqua), sis dies després del seu divorci, Cole es va casar amb la cantant Maria Hawkins. Els Cole es van casar a l'Església Baptista Abisiniana de Harlem per Adam Clayton Powell Jr. Van tenir cinc fills: Natalie (1950–2015), que va tenir una carrera reeixida com a cantant abans de morir d'insuficiència cardíaca congestiva als 65 anys; una filla adoptada, Carole (1944–2009, la filla de la germana de María), que va morir de càncer de pulmó a 64 anys; un fill adoptat, Nat Kelly Cole (1959–1995), que va morir de SIDA a l'edat de 36 anys; i dues filles, Maria el va cuidar durant la seva última malaltia i es va quedar amb ell fins a la seva mort. En una entrevista, va emfatitzar el seu llegat musical i la classe que exhibia malgrat les seves imperfeccions.

### Experiències amb el racisme

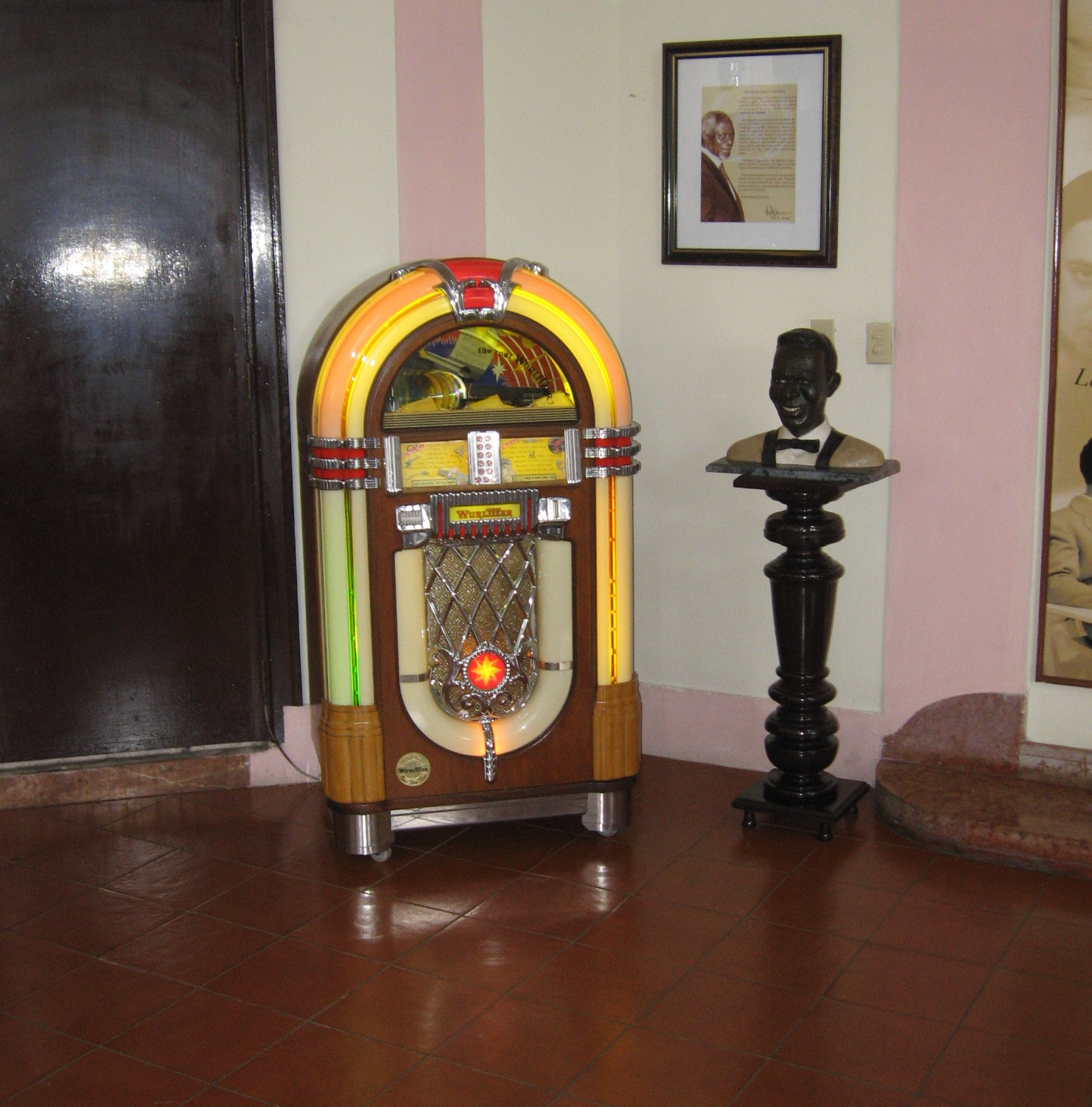
Bust de Nat King Cole a l'Hotel Nacional de Cuba

L'agost de 1948, Cole va comprar una casa a Harry Gantz, l'ex marit de l'actriu del cinema mut Lois Weber, en el barri blanc de Hancock Park de Los Angeles. El Ku Klux Klan, que estava actiu a Los Angeles en els any 1950, va respondre col·locant una creu cremant al seu jardí davanter. Els membres de l'associació de propietaris van dir a Cole que no volien que cap "indesitjable" es mudés al barri. Cole va respondre: "Jo tampoc. I si veig cap indesitjable venir aquí, seré el primer a queixar-me". El seu gos va morir havent menjat carn enverinada, probablement relacionat a la seva mudança al barri.
El 1956 Cole va ser contractat per a actuar a Cuba. Volia quedar-se a l'Hotel Nacional de Cuba a l'Havana, però va ser rebutjat perquè era segregacionista. Cole va honrar el seu contracte, i el concert en el Tropicana Club va ser un gran èxit. Durant l'any següent, va tornar a Cuba per a un altre concert, cantant moltes cançons en espanyol.
El 1956 Cole va ser agredit en l'escenari durant un concert a Birmingham, Alabama, amb la Ted Heath Band mentre cantava la cançó "Little Girl". Havent circulat fotografies de Cole amb fanàtics blancs amb llegendes incendiàries en negreta llegint "Cole and His White Women" i "Cole and Your Daughter" tres homes pertanyents al North Alabama Citizens Council van agredir a Cole, aparentment tractant de segrestar-lo. Els tres atacants corrien pels passadissos de l'auditori cap a Cole. La policia local ràpidament va posar fi a la invasió de l'escenari, però en l'embolic subsegüent Cole va caure del seu banc de piano i va rebre una lleugera lesió a la seva esquena. No va acabar el concert. Un quart membre del grup va ser posteriorment detingut. Tots van ser jutjats i condemnats. Sis homes, entre ells Willie Richard Vinson, de 23 anys, van ser acusats formalment d'agressió amb la intenció d'assassinar-lo, però més tard l'acusació contra quatre d'ells es va canviar a conspiració per a cometre un delicte menor. El pla original per a atacar Cole va incloure a 150 homes de Birmingham i ciutats pròximes.
Després de ser atacat a Birmingham, Cole va dir: "No ho puc entendre ... No he participat en cap protesta. Ni m'he unit a una organització que lluita contra la segregació. Per què m'han d'atacar?" Cole va dir que volia oblidar l'incident i va continuar tocant per a un públic segregat al sud. Va dir que no podia canviar la situació en un dia. Va contribuir amb diners al Boicot als autobusos de Montgomery i va demandar als hotels del nord que l'havien contractat però es van negar a servir-lo. Thurgood Marshall, l'assessor legal en cap de l'NAACP, el va anomenar oncle Tom i va dir que hauria d'actuar amb un banjo. Roy Wilkins, secretari executiu de la NAACP, li va escriure un telegrama que deia:
| « | No ha estat un croat ni ha participat en un esforç per canviar els costums o les lleis del Sud. Aquesta responsabilitat, et diuen els diaris, la deixa als altres nois. Aquest atac contra vostè indica clarament que el fanatisme organitzat no fa cap distinció entre els que no desafien activament la discriminació racial i els que ho fan. Aquesta és una lluita de la qual ningú de nosaltres pot escapar. El convidem a unir-se a nosaltres en una croada contra el racisme | » |

The Chicago Defender va dir que les actuacions de Cole per a audiències blanques eren un insult a la seva raça. The New York Amsterdam News va dir que "milers de negres de Harlem que han adorat en el santuari del cantant Nat King Cole li van donar l'esquena aquesta setmana mentre el cantant va donar l'esquena a la NAACP i va dir que continuarà anant a les audiències de Jim Crow". Per posar discos de l’"Oncle Nat", va escriure un comentarista en The American Negro, "estaria donant suport a les seves idees de "traïdor" i la seva manera de pensar estreta". Profundament ferit per les crítiques en la premsa negra, Cole va quedar escarmentat. Posant l'accent en la seva oposició a la segregació racial "en qualsevol forma", va acceptar unir-se a altres artistes per boicotejar llocs segregats. Va pagar 500 dòlars per a convertir-se en membre per a tota la vida de la branca de Detroit de la NAACP. Fins a la seva mort el 1965, Cole era un participant actiu i visible en el moviment de drets civils, exercint un paper important en la planificació de la marxa sobre Washington el 1963.

### Política
Cole va actuar el 1956 per a la celebració televisada de l'aniversari del president Dwight D. Eisenhower. En la Convenció Nacional Republicana de 1956 va cantar "That's All There is to That" i va ser "rebut amb aplaudiments". També va ser present en la Convenció Nacional Democràtica el 1960 per a fer costat al Senador John F. Kennedy. Va ser un dels dotze d'artistes reclutats per Frank Sinatra per a actuar en la gala inaugural Kennedy el 1961. Cole va consultar amb Kennedy i el seu successor, Lyndon B. Johnson, sobre drets civils.

## Malaltia i mort
El setembre del 1964, Cole va començar a perdre pes i va tenir problemes d'esquena. Es va esfondrar amb dolor després d'actuar a l'Hotel Sands a Las Vegas. Al desembre, estava treballant a San Francisco quan finalment va ser persuadit per uns amics per buscar ajuda mèdica. En la radiografia de tòrax es va observar un tumor maligne en estat avançat de creixement en el pulmó esquerre. Cole, que havia estat un fumador empedreït, tenia càncer de pulmó i s'esperava que tingués pocs mesos de vida. Contra els desitjos dels seus metges, Cole va continuar amb el seu treball i va fer els seus enregistraments finals entre l'1 i el 3 de desembre a San Francisco, amb una orquestra dirigida per Ralph Carmichael. La música va ser publicada en l'àlbum L-O-V-E poc abans de la seva mort. La seva filla va assenyalar més tard que va fer això per a assegurar el benestar de la seva família.
Cole va entrar en el Centre de Salut de Saint John a Santa Monica el 7 de desembre, i la teràpia de cobalt va començar el 10 de desembre. Frank Sinatra va actuar en el lloc de Cole en la gran inauguració del nou Pavelló de Dorothy Chandler del Centre de Música de Los Angeles el 12 de desembre. La situació de Cole va empitjorar gradualment, però va ser donat d'alta de l'hospital durant el període d'Any Nou. A casa, Cole va poder veure els centenars de milers de cartes i cartes que havien estat enviades després que les notícies de la seva malaltia es van fer públiques. Cole va tornar a l'hospital a principis de gener. També va enviar 5.000 dòlars (43.686 dòlars de 2021) a l'actriu i cantant Gunilla Hutton, amb qui havia estat involucrat romànticament des de principis de 1964. Hutton després va telefonar a Maria i va implorar perquè es divorciés d'ell. Maria es va enfrontar al seu marit, i Cole finalment va trencar la relació amb Hutton. La malaltia de Cole el va reconciliar amb la seva esposa, i va prometre que si es recuperava aniria a la televisió per a instar la gent a deixar de fumar. El 25 de gener, tot el pulmó esquerre de Cole va ser extirpat quirúrgicament. El seu pare va morir de problemes cardíacs l'1 de febrer. Al llarg de la malaltia de Cole els seus publicistes van promoure la idea que aviat estaria bé i treballant, malgrat el coneixement privat de la seva condició terminal. La revista Billboard va informar que "Nat King Cole ha estrenat amb èxit després d'una operació seriosa i... el futur llueix brillant per 'el mestre' per a reprendre la seva carrera de nou".
El dia de Sant Valentí, Cole i la seva esposa van sortir breument del St John per veure el mar. Va morir a l'hospital el matí del 15 de febrer de 1965.

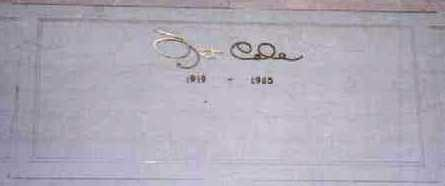
Volta de Cole en el Forest Lawn Memorial Park

El funeral de Cole es va celebrar el 18 de febrer a l'Església Episcopal de St. James en el bulevard de Wilshire a Los Angeles; 400 persones hi eren presents i milers es van reunir fora de l'església. Centenars de membres del públic havien desfilat davant el taüt el dia anterior. Entre els portadors honorífics del fèretre es trobaven Robert F. Kennedy, Count Basie, Frank Sinatra, Sammy Davis Jr., Johnny Mathis, George Burns, Danny Thomas, Jimmy Durant, Alan Livingston, Frankie Laine, Steve Allen i Pat Brown (governador de Califòrnia). El panegíric va ser lliurat per Jack Benny, qui va dir que «Nat Cole era un home que donava tant i encara tenia molt a donar. Ho va donar en la cançó, en l'amistat amb els seus companys, la devoció a la seva família. Era una estrella, un gran èxit com entretenidor, una institució. Però va ser un èxit encara més gran com a home, com a marit, com a pare, com a amic.» Les restes de Cole van ser enterrats en el Freedom Mausoleum a Forest Lawn Memorial Park, a Glendale, Califòrnia.

## Àlbums pòstums
L'últim àlbum de Cole, L-O-V-E, va ser gravat a principis de desembre de 1964 —pocs dies abans d'entrar a l'hospital per al tractament del càncer— i va ser llançat just abans de morir. Va aconseguir el número 4 en el Billboard Albums chart en la primavera de 1965. Es va ser certificat un disc d'or el 1968. El seu enregistrament de 1957 de "When I Fall in Love" va aconseguir el número 4 en els charts del Regne Unit el 1987, llançat en reacció a una versió de Rick Astley desafiant pel cobejat número 1 de Nadal.
El 1983, un arxivista d'EMI Electrola Records, filial d'EMI Rècords (l'empresa matriu de Capitol) a Alemanya, va descobrir alguns enregistraments sense publicar per Cole, incloent-hi un en japonès i una altra en castellà ("Eres Tan Amable"). Capitol els va llançar més tard aquell any com l'LP Unreleased.
El 1991, Mosaic Records va publicar The Complete Capitol Records Recordings del Nat King Cole Trio, una compilació de 349 cançons disponibles com un conjunt de 18-CD o 27-LP. El 2008 va ser rellançat en format de descàrrega digital a través de serveis com iTunes i Amazon Music.
També el 1991, Natalie Cole va gravar una nova pista vocal que es va barrejar amb el reenregistrament estèreo del seu pare de 1961 del seu "Unforgettable" per un àlbum d'homenatge del mateix títol. La cançó i àlbum van guanyar set premis Grammy el 1992 al millor Album i a la millor cançó.

## Discografia
- The King Cole Trio (1944)
- The King Cole Trio, Volume 2 (1946)
- The King Cole Trio, Volume 3 (1947)
- The King Cole Trio, Volume 4 (1949)
- Nat King Cole at the Piano (1950)
- Harvest of Hits (1950)
- King Cole for Kids (1951)
- Penthouse Serenade (1952)
- Top Pops (1952)
- Two In Love (1953)
- Unforgettable (1954)
- Penthouse Serenade (1955)
- Nat King Cole Sings for Two in Love (1955)
- The Piano Style of Nat King Cole (1955)
- After Midnight (1957)
- Just One of Those Things (1957)
- Love Is the Thing (1957)
- Cole Español (1958)
- St. Louis Blues (1958)
- The Very Thought of You (1958)
- To Whom It May Concern (1958)
- Welcome to the Club (1958)
- A Mis Amigos (1959)
- Tell Me All About Yourself (1960)
- Every Time I Feel the Spirit (1960)
- Wild Is Love (1960)
- The Magic of Christmas (1960)
- The Nat King Cole Story (1961)
- The Touch of Your Lips (1961)
- Nat King Cole Sings/George Shearing Plays (1962)
- Ramblin' Rose (1962)
- Dear Lonely Hearts (1962)
- More Cole Español (1962)
- Those Lazy-Hazy-Crazy Days of Summer (1963)
- Where Did Everyone Go? (1963)
- Nat King Cole Sings My Fair Lady (1964)
- Let's Face the Music! (1964, recorded 1961)
- I Don't Want to Be Hurt Anymore (1964)
- L-O-V-E (1965)
- Nat King Cole Sings His Songs From 'Cat Ballou' and Other Motion Pictures (1965)
- Live at the Sands (1966, gravat 1960)

Els seus senzills d'èxit inclouen "Straighten Up and Fly Right" 1944 #8, "The Christmas Song" 1946/1962/2018 #?/#65/#11, "Nature Boy" 1948 #1, "Mona Lisa 1950 #1, "Frosty, The Snowman" 1950 #9, "Too Young" 1951 #1, "Unforgettable" 1951 #12, "Somewhere Along the Way" 1952 #8, "Answer Me, My Love" 1954 #6, "A Blossom Fell" 1955 #2, "If I May" 1955 #8, "Send for Me" 1957 #6, "Looking Back" 1958 #5, "Ramblin' Rose" 1962 #2, "Those Lazy, Hazy, Crazy Days of Summer" 1963 #6, "Unforgettable" 1991 (amb la seva filla Natalie)

## Filmografia
| Any  | Títol                                             | Paper                         | Notes                             |
| ---- | ------------------------------------------------- | ----------------------------- | --------------------------------- |
| 1943 | Here Comes Elmer                                  | Ell mateix                    |                                   |
| 1943 | Pistol Packin' Mama                               | Com a part del King Cole Trio | No surt als crèdits               |
| 1944 | Pin Up Girl                                       | Pianista                      | No surt als crèdits               |
| 1944 | Stars on Parade                                   | Com a part del King Cole Trio |                                   |
| 1944 | Swing in the Saddle                               | Com a part del King Cole Trio | No surt als crèdits               |
| 1944 | See My Lawyer                                     |                               | Com a part del King Cole Trio     |
| 1944 | Is You Is, or Is You Ain't My Baby?               | Ell mateix                    | curt                              |
| 1945 | Frim Fram Sauce                                   | Ell mateix                    | curt                              |
| 1946 | Breakfast in Hollywood                            | Com a part del King Cole Trio |                                   |
| 1946 | Errand Boy for Rhythm                             | Ell mateix                    | curt                              |
| 1946 | Come to Baby Do                                   | Ell mateix                    | curt                              |
| 1948 | Killer Diller                                     | Ell mateix                    | Com a part del King Cole Trio     |
| 1949 | Make Believe Ballroom                             | Ell mateix                    | Com a part del King Cole Trio     |
| 1950 | King Cole Trio & Benny Carter Orchestra           | Ell mateix                    | curt                              |
| 1951 | You Call It Madness                               | Ell mateix                    | curt                              |
| 1951 | When I Fall in Love                               | Ell mateix                    | curt                              |
| 1951 | The Trouble with Me Is You                        | Ell mateix                    | curt                              |
| 1951 | Sweet Lorraine                                    | Ell mateix                    | curt                              |
| 1951 | Route 66                                          | Ell mateix                    | curt                              |
| 1951 | Nature Boy                                        | Ell mateix                    | curt                              |
| 1951 | Mona Lisa                                         | Ell mateix                    | curt                              |
| 1951 | Home                                              | Ell mateix                    | curt                              |
| 1951 | For Sentimental Reasons                           | Ell mateix                    | curt                              |
| 1951 | Calypso Blues                                     | Ell mateix                    | curt                              |
| 1952 | Nat "King" Cole and Joe Adams Orchestra           | Ell mateix                    | curt                              |
| 1953 | The Blue Gardenia                                 | Ell mateix                    |                                   |
| 1953 | Small Town Girl                                   | Ell mateix                    |                                   |
| 1953 | Nat "King" Cole and Russ Morgan and His Orchestra | Ell mateix                    | curt                              |
| 1955 | Kiss Me Deadly                                    | Cantant                       | Veu                               |
| 1955 | Rhythm and Blues Revue                            | Ell mateix                    | Documental                        |
| 1955 | Rock 'n' Roll Revue                               | Ell mateix                    | curt                              |
| 1955 | The Nat 'King' Cole Musical Story                 | Ell mateix                    | curt                              |
| 1955 | Rhythm and Blues Revue                            | Ell mateix                    | Documental                        |
| 1956 | The Scarlet Hour                                  | vocalista Nightclub           |                                   |
| 1956 | Basin Street Revue                                | Ell mateix                    |                                   |
| 1957 | Istanbul                                          | Danny Rice                    |                                   |
| 1957 | China Gate                                        | Goldie                        |                                   |
| 1958 | St. Louis Blues                                   | W. C. Handy                   |                                   |
| 1959 | Night of the Quarter Moon                         | Cy Robbin                     | A.k.a. The Color of Her Skin      |
| 1959 | Premier Khrushchev in the USA                     | Ell mateix                    | Documental                        |
| 1960 | Schlager-Raketen                                  | Sänger, Ell mateix            |                                   |
| 1965 | Cat Ballou                                        | Shouter                       | Estrena pòstuma (final film role) |
| 1989 | Benny Carter: Symphony in Riffs                   | Ell mateix                    | Documental                        |

### Televisió
| Any       | Títol                                    | Paper           | Notes                           |
| --------- | ---------------------------------------- | --------------- | ------------------------------- |
| 1950      | The Ed Sullivan Show                     | Ell mateix      | 14 episodis                     |
| 1951–1952 | Texaco Star Theatre                      | Ell mateix      | 3 episodis                      |
| 1952–1955 | The Jackie Gleason Show                  | Ell mateix      | 2 episodis                      |
| 1953      | The Red Skelton Show                     | Ell mateix      | Episodi #2.20                   |
| 1953–1961 | What's My Line?                          | "Mystery guest" | 2 episodis                      |
| 1954–1955 | The Colgate Comedy Hour                  | Ell mateix      | 4 episodis                      |
| 1955      | Ford Star Jubilee                        | Ell mateix      | 2 episodis                      |
| 1956–1957 | The Nat King Cole Show                   | Host            | 42 episodis                     |
| 1957–1960 | The Dinah Shore Chevy Show               | Ell mateix      | 2 episodis                      |
| 1958      | The Patti Page Show                      | Ell mateix      | Episodi #1.5                    |
| 1959      | The Perry as Show                        | Ell mateix      | Episodi: 17 de gener de 1959    |
| 1959      | The George Gobel Show                    | Ell mateix      | Episodi #5.10                   |
| 1960      | The Steve Allen Show                     | Ell mateix      | Episodi #5.21                   |
| 1960      | This Is Your Life                        | Ell mateix      | Episodi: "Nat King Cole"        |
| 1960      | Academy Award Songs                      | Ell mateix      | Telefilm                        |
| 1960      | Special Gala to Support Kennedy Campaign | Ell mateix      | Telefilm                        |
| 1961      | Main Event                               | Ell mateix      | Telefilm                        |
| 1961–1964 | The Garry Moore Show                     | Ell mateix      | 4 episodis                      |
| 1962–1964 | The Jack Paar Program                    | Ell mateix      | 4 episodis                      |
| 1963      | An Evening with Nat King Cole            | Ell mateix      | Telefilm                        |
| 1963      | An Evening with Nat King Cole            | Ell mateix      | Especial de la BBC              |
| 1963      | The Danny Kaye Show                      | Ell mateix      | Episodi #1.14                   |
| 1964      | Freedom Spectacular                      | Ell mateix      | Telefilm                        |
| 1964      | The Jack Benny Program                   | Nat             | Episodi: "Nat King Cole, Guest" |